# Las aventuras de Pinocho (anime)
Piccolino no Bōken (ピコリーノの冒険 Pikorīno no Bōken?, lit. "Las aventuras de Pinocho") es una serie de anime con 52 episodios creado por Nippon Animation en 1976. La historia está basada en la novela Las aventuras de Pinocho del autor italiano Carlo Collodi.

## Sinopsis
Aunque la trama fue ligeramente diferente de la historia original, la base se mantuvo similar.
Situada en un pequeño pueblo en el distrito de Tuscany en Italia , la historia comienza con un pobre carpintero llamado Geppetto , que vive solo. Un día, Geppetto encuentra un misterioso tronco de madera, del cual, talla una marioneta que cobra vida y se convierte en el niño que nunca tuvo. Geppetto decide llamarlo "Pinocho".
Más tarde, Geppetto convence a Pinocho para que empiece a ir a la escuela local. Pinocho se dirige hacia la escuela, pero en su camino, se encuentra con el Zorro (que se hace pasar por cojera) y el Gato (que se hace pasar por ciego) que logra convencerlo de que se una a ellos en un paseo al teatro para mira un espectáculo de marionetas. Pinocho decide unirse al teatro de marionetas para ahorrar dinero, que podría darle al pobre Geppetto. Pinocho se presenta en el teatro en diferentes ciudades y, después de que logra ahorrar suficientes monedas de oro, decide escapar del teatro y regresar a casa con las monedas de oro que ganó.
En el camino a casa, Pinocho se encuentra con el zorro y el gato de nuevo, que han decidido engañar a Pinocho. Le dicen que si planta las monedas en los campos de maravilla, crecerán rápidamente en un gran árbol que produciría miles de nuevas monedas de oro. Pinocho no entiende que están tratando de engañarlo, a pesar de que la compañera de Pinocho, Bella, el patito, trata de advertirlo. Pinocho, que cree en sus mentiras, sigue al zorro y al gato hacia los campos de la maravilla. Se detienen en una posada, donde el gato y el zorro comen una comida completa a expensas de Pinocho. Durante la noche, el posadero despierta a Pinocho, notificándole que el zorro y el gato tenían que irse con urgencia, pero se encontrarían con Pinocho en los campos de maravilla. Pinocho se dirige inmediatamente hacia los campos de la maravilla. Cuando atraviesa el bosque, el zorro y el gato, que están disfrazados de ladrones, ataque sorpresa y tratar de robar a Pinocho. Pinocho logra huir al bosque. Mientras corre hacia el bosque, Pinocho se encuentra con el hada con el pelo turquesa. Más tarde, el gato y el zorro (que todavía están disfrazados) logran apoderarse de Pinocho, y lo cuelgan de un árbol para recuperar las monedas de oro. Pinocho se aferra a las monedas de oro y, finalmente, el zorro y el gato deciden dejarlo colgando del árbol. El hada con el pelo turquesa aparece más adelante y rescata a Pinocho. y lo cuelgan de un árbol para recuperar las monedas de oro. Pinocho se aferra a las monedas de oro y, finalmente, el zorro y el gato deciden dejarlo colgando del árbol. El hada con el pelo turquesa aparece más adelante y rescata a Pinocho. y lo cuelgan de un árbol para recuperar las monedas de oro. Pinocho se aferra a las monedas de oro y, finalmente, el zorro y el gato deciden dejarlo colgando del árbol. El hada con el pelo turquesa aparece más adelante y rescata a Pinocho.
Después de que Pinocho continúa su viaje hacia su casa, en el camino, se encuentra con el Zorro y el gato una vez más (aunque él no sabe que fueron los ladrones que trataron de robar sus monedas de oro). Le recuerdan a Pinocho los campos de maravillas, y acepta seguirlos una vez más para plantar las monedas de oro. Cuando llegan a los campos de maravilla, Pinocho planta las monedas de oro en el suelo, y mientras él va a buscar agua, el zorro y el gato desenterran las monedas de oro y desaparecen rápidamente. Después de que Pinocho descubre que fue víctima de fraude, regresa a Geppetto.
Más tarde, Pinocho, El zorro y el gato, y varios niños se unen a un vagabundo , que los conduce hacia la tierra de los juguetes, que consiste en instalaciones de entretenimiento y tantos dulces como deseen. A la mañana siguiente, Pinocho y sus amigos se despiertan y descubren que se han transformado en asnos durante la noche, la verdadera razón por la cual fueron llevados inicialmente a la tierra de los juguetes por el vagabundo. Más tarde, los burros son llevados al mercado y vendidos por el vagabundo a un circo. Solo después de que Pinocho comprende que la maldición se eliminaría solo después de que él cambiara sus costumbres y empezara a hacer buenas obras, ¿decide cambiar sus costumbres? Después de que Pinocho logra salvar el circo de la quema en un gran incendio, se transforma de nuevo en su ser anterior.
Más tarde, Geppetto es engañado por el zorro y el gato y, por lo tanto, se pone a buscar a Pinocho en el océano. Después de que Pinocchio descubre eso, decide buscar a Geppetto. Mientras busca a Geppetto en el océano, Pinocho es tragado por una ballena. En el estómago de la ballena, se encuentra con Geppetto (que también había sido tragado por la ballena). Pinocho logra encontrar el valor y la sabiduría necesarios para sacarse a él y a Geppetto del estómago de la ballena de forma segura.
Finalmente, como una muestra de las buenas obras de Pinocho, el hada con cabello turquesa decide transformar a Pinocho en un niño de verdad.

## Comparación con la historia original
- Los roles del zorro y el gato ciego se expandieron y se transformaron en figuras "malas pero entretenidas".
- En la mayoría de los episodios de la serie, su travesura y comportamiento a menudo criminal utilizaban la ingenuidad y amabilidad de Pinocho, y prácticamente generaron la mayoría de los eventos de la serie.
- El papel del Grillo Parlante, que representa la conciencia de Pinocho, fue reemplazado por la pequeña patita Gina y el pájaro carpintero Rocco.
- El papel del Hada Azul también se amplió y rescata a Pinocho varias veces mientras se transforma en diferentes formas, incluida una paloma gigante.

## Personajes
- Pinocchio (Masako Nozawa)
- Gina (Kazuko Sugiyama)
- El Zorro (Sanji Hase)
- Gedeon el Gato (Ichirô Nagai)
- Giulietta (Miyoko Asou)
- Geppetto (Junji Chiba)
- Hada Buena (Mami Koyama)
- Rocco  (Kaneta Kimotsuki)

## Episodios
1. Como vino Pinocho al mundo
2. El huevo grande se convierte en una patita
3. Bailad marionetas, bailad
4. ¿Donde esta Geppeto?
5. La posada siniestra
6. En casa del Hada Buena
7. La larga nariz de Pinocho
8. Los arboles de la moneda de oro
9. Gepetto recibe una visita
10. Los deberes de Pinocho
11. Ante el juez
12. Otra vez el rollo de los deberes
13. Aventura nocturna
14. Pinocho se conviente en perro guardián
15. Las astutas comadrejas
16. Está enfermo Gepetto
17. Viaje sobre una paloma
18. El hada desaparecida
19. En busca de...
20. La Ciudad de los Delfines
21. Solo en el mar
22. Feliz salvamiento
23. Pinocho cae en la red
24. La aldea de las Abejas Trabajadoras
25. La batalla con los fantasmas
26. Hay que salvar a las tortugas
27. Como Pinocho hizo rico a un zapatero
28. Un asno como premio
29. La falsa promesa
30. Atraco nocturno a una posada
31. ¿Dónde se encuentra Rocco?
32. Un paseo misterioso
33. El viaje en globo
34. Pinocho y los jabalines
35. El reloj de oro
36. ¿Perderá Pinocho su reloj?
37. Romeo el vagabundo
38. Ven con nosotros al país de los juguetes
39. Tiovivo y montaña rusa
40. Pesadilla al alba
41. Vendido a un circo
42. Tres burros artistas
43. Fuego en el circo
44. La vieja Rosetta
45. El organillo robado
46. Un gorila y dos granujas
47. La gruta misteriosa
48. Con los leñadores y las ardillas
49. Una travesia ajitada
50. En el vientre de la ballena
51. ¿Donde está Gepetto?
52. Por fin en casa
- Datos: Q2096030